# Més per Menorca
Més per Menorca (en français : Plus pour Minorque) (MpM) est une coalition politique de l'île de Minorque dans les îles Baléares d'idéologie souverainiste, écologiste et de gauche.
Le projet Més per Menorca s'est fait connaître en juillet 2014 avec le manifeste « Un futur millor és a les nostres mans » (un futur meilleur est entre nos mains). Il compte aujourd'hui 670 adhérents et est soutenu par quatre partis politiques : PSM - Entente nationaliste (Parti socialiste de Minorque (ca)), Gauche républicaine de Catalogne (fédération de Minorque), Les Verts de Minorque (ca) et EQUO.

## Présentation
Més per Menorca a participé aux élections au Parlement des Îles Baléares du 24 mai 2015 (circonscription de Minorque) ainsi qu'aux élections pour le Conseil insulaire de Minorque.
Au Parlement des Îles Baléares, elle fait partie du groupe parlementaire MÉS, avec la coalition Més per Mallorca de l'île de Majorque.